# Thermopsis californica
Thermopsis californica är en ärtväxtart som beskrevs av Sereno Watson. Thermopsis californica ingår i släktet lupinväpplingar, och familjen ärtväxter.

## Underarter
Arten delas in i följande underarter:
- T. c. argentata
- T. c. californica
- T. c. semota

## Bildgalleri

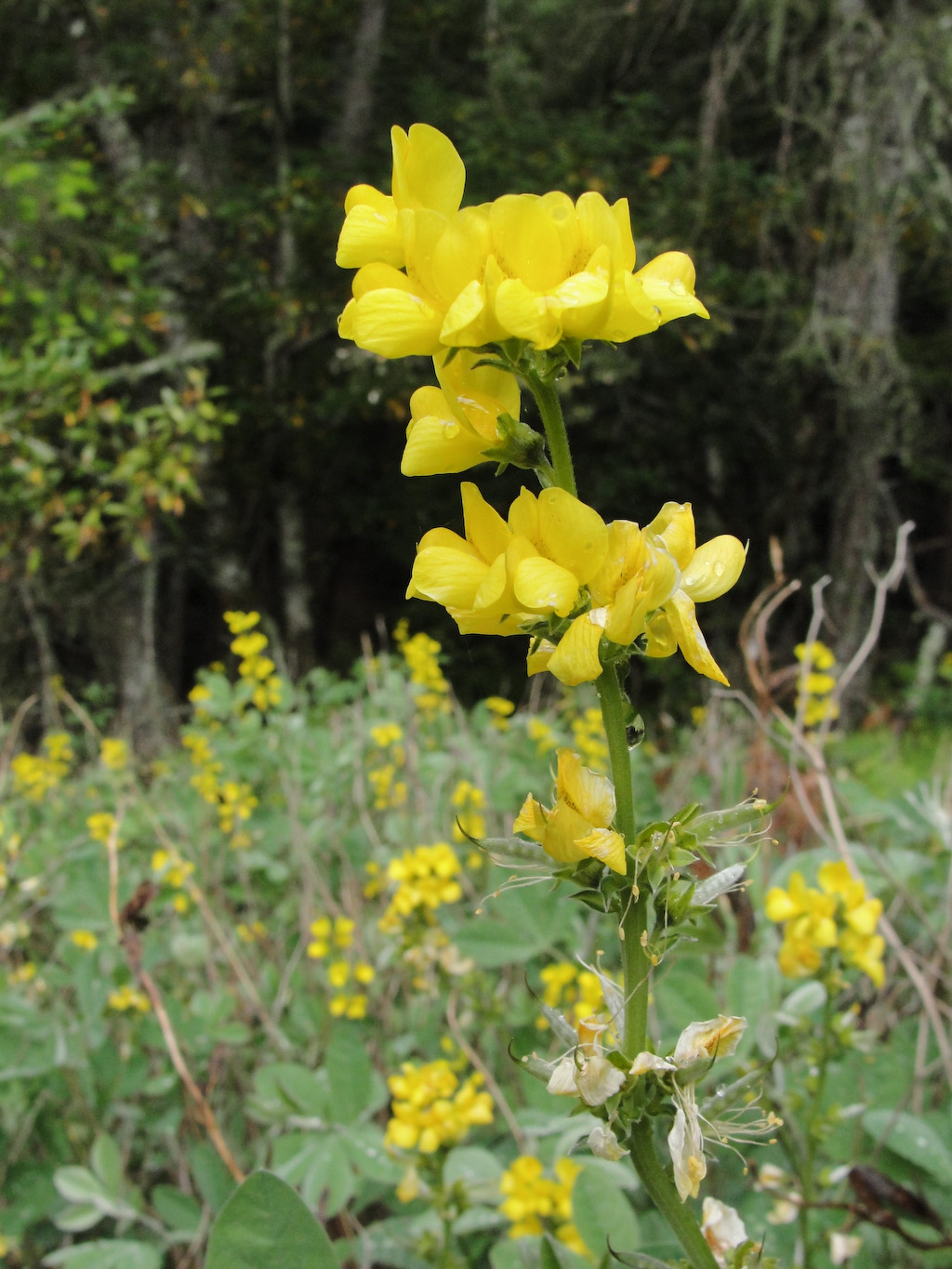